# Signabøur
Signabøur (dánul: Signebø) település Feröer Streymoy nevű szigetén. Közigazgatásilag Tórshavn községhez tartozik.

## Földrajz
A település a sziget keleti oldalán, a Kollafjørður fjord végénél fekszik.

## Történelem
A település első írásos említése 1584-ből származik. 1903 és 1920 között – Loprához hasonlóan – egy bálnavadász-állomás működött a településen.

## Népesség
| Év          | Lakosság |
| ----------- | -------- |
| 1986.01.01. | 29       |
| 1991.01.01. | 69       |
| 1996.01.01. | 90       |
| 2001.01.01. | 137      |
| 2006.01.01. | 155      |

## Közlekedés
A falu a Vestmanna és Kollafjørður közötti út mentén fekszik, illetve itt csatlakozik az úthoz a Tórshavn felé vezető kétsávos Kollafjarðartunnilin alagút, amelyet 1992-ben adtak át.
A települést három helyközi  (100-as, 300-as, 400-as) és egy helyi (4-es) autóbuszvonal is érinti.

### Külső hivatkozások
- faroeislands.dk – fényképek és leírás (angol)
- Panorámakép a domboldalból[halott link] (dán)
- Signabøur, fallingrain.com (angol)